# کوآدرو انویدیا

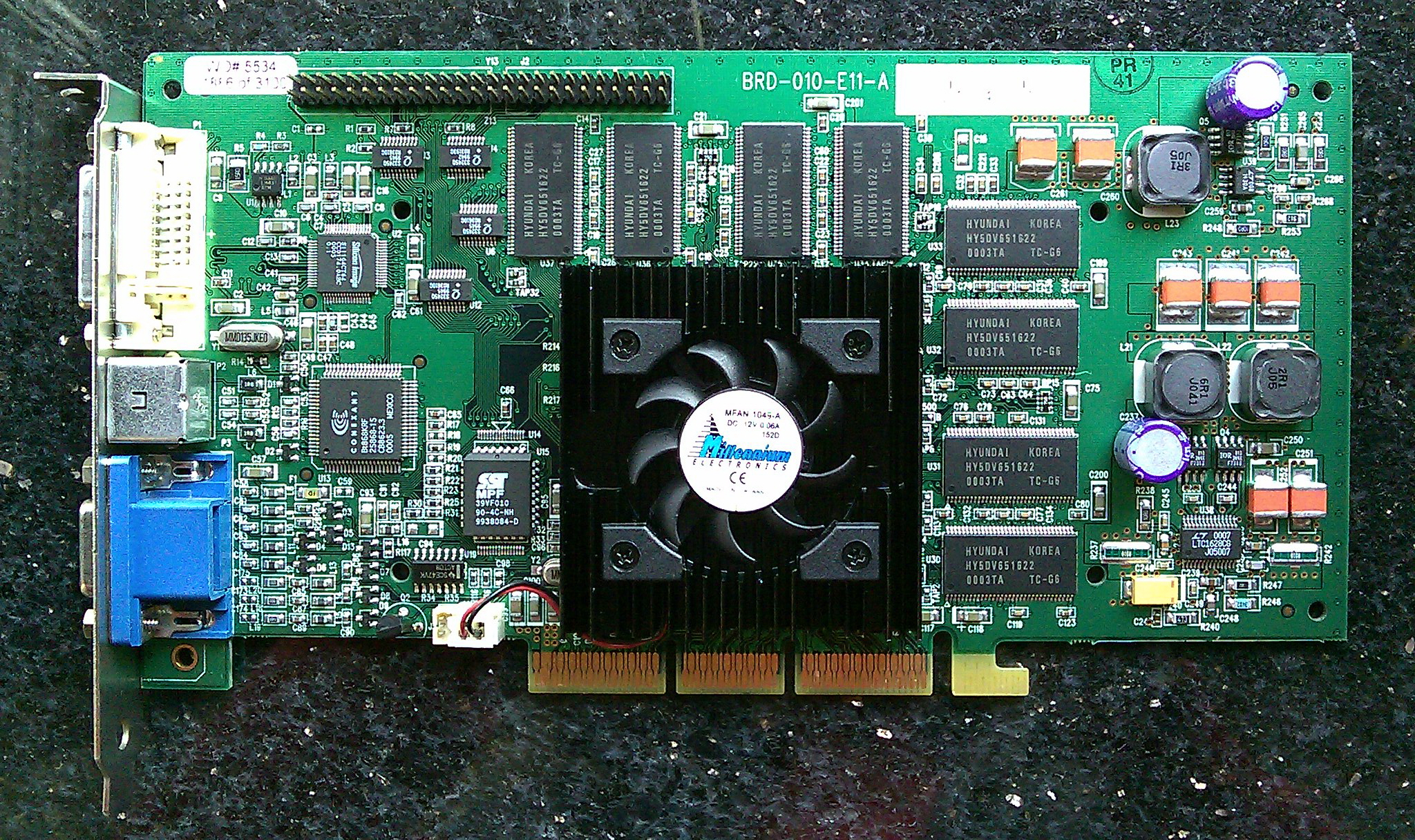
کارت گرافیک کوآدرو مدل SGI VPro VR3

کوادرو (به انگلیسی: Quadro) یک برند گرافیک از شرکت انودیا است که برای کامپیوترهای ایستگاه کاری، عملکردهای حرفه‌ای، تصویرپردازی کامپیوتر، برنامه‌های ایجاد محتوای مورد استفاده قرار می‌گیرد.
تراشه‌های مشابه کوآدرو در شرکت AMD با برند Xeon phi ارائه می‌گردند.